# Marco Massa
Marco Massa (Milano, 5 marzo 1963) è un cantautore italiano.

## Biografia

### Gli inizi
Si avvicina alla musica da autodidatta, e nei primi anni ottanta entra in contatto con Renato Sellani, che lo accompagna nei suoi studi al pianoforte e che presto diventa suo mentore e punto di riferimento. Nel 1988 si dedica allo studio della chitarra con Franco Cerri presso i Civici corsi di Jazz.
In ambito jazz, tra il 1993 e il 1994, si occupa della direzione artistica del Ponte di Brera, sopra al Bar Giamaica, e qui ha occasione di entrare in contatto con numerosi musicisti della scena internazionale, tra cui Lee Konitz, Phil Woods e Paolo Fresu.
Come cantautore comincia a collaborare con l'etichetta BMG Ariola/RCA con cui rimane sotto contratto dal 1993 al 1997.
I suoi modelli di riferimento dichiarati sono le sonoritá west coast di James Taylor, Joni Mitchell, Neil Young e Crosby, Stills & Nash; la canzone d'autore italiana di Luigi Tenco, Domenico Modugno, Piero Ciampi; sino a musicisti crossover come Pino Daniele, Elvis Costello, Burt Bacharach.

### La carriera
La sua produzione discografica, ha inizio nel 1997, con la produzione dell'E.P. “Come un Tuareg” realizzato con il quartetto d'archi Erasmus.
Nel 2009 pubblica il cd “Nelle Migliori Famiglie” (prod. Tranquilo), disco dalla connotazione intimista che affronta temi come la famiglia, l'amicizia, l'amore, la paternitá.
Con “Io Sono Freak”, del 2011, Marco Massa sposta la propria attenzione verso tematiche sociali, esprimendo la propria resilienza rispetto al mondo circostante.
Nel 2012 pubblica il CD A volte arriva il jazz, registrato dal vivo presso il Blue Note di Milano con ospiti della scena cantautorale e jazz quali Francesco Baccini, Renato Sellani, Tullio De Piscopo, Armando Corsi e Massimo Moriconi. Con questo progetto svolge attività live tra il 2012 e il 2015.
Sempre nel 2015 porta in scena lo spettacolo multimediale Almost Chet, dedicato a Chet Baker, che vede la partecipazione di Nicola Stilo (collaboratore del trombettista negli ultimi dieci anni di carriera) e della vocalist jazz Tiziana Ghiglioni.
Nel 2016 pubblica - solo in vinile - il disco Sono cose delicate, alla cui registrazione partecipano tra gli altri Faso e Nicola Stilo.

## Onorificenze
- 1999 - Premio Musicultura Città di Recanati X edizione - con il brano “Come un Tuareg”
- 2011 - Premio Sergio Endrigo, Milano - con il brano “Cara Milano”
- 2013 - Premio Franco Enriquez, Città di Sirolo - come miglior autore d'impegno sociale e civile
- 2015 - Premio Taomoda Awards: Music & Social, Taormina - per il suo impegno dimostrato con lo spettacolo Clandestino, realizzato completamente al buio presso l'Istituto dei Ciechi di Milano.

## Discografia

### E.P.
- 1997 - Come un Tuareg

### Singoli
- 2003 - Laura (Emmequattro)
- 2008 - Sono proprio un duro (Duck Record)

### Album studio
- 2007 - Nelle migliori famiglie (Tranquilo)
- 2011 - Io sono freak (NAR International)
- 2016 - Sono cose delicate (Tranquilo)

### Live Album
- 2012 - A volte arriva il jazz - Live al Blue Note (NAR International)

### Collaborazioni
- 1987 - Bossanova Controvento in Tullio De Piscopo presenta Lalla Morini (DIRE Record)
- 2001 - Non si vive in silenzio in Renato Sellani Trio - Per Gino Paoli / Trilogia Italiana vol. 1 (Philology)
- 2001 - Estate in Renato Sellani Trio - Per Bruno Martino / Trilogia Italiana vol. 2 (Philology)
- 2001 - Doce Doce in Renato Sellani Trio - Per Fred Bongusto / Trilogia Italiana vol. 3 (Philology)